# John Oxenham
John Oxenham (asi 1536, Anglické království – 30. září 1580, Lima, Místokrálovství Peru) byl anglický mořeplavec, pirát a korzár, který vstoupil do historie jako první nešpanělský Evropan, který překročil Panamskou šíji a dosáhl Tichého oceánu, tehdy známého jako Mar del Sur (Jižní moře).

## Životopis

### Původ a první expedice
Oxenham pocházel z Anglie a poprvé se významně zapsal do dějin v roce 1572, kdy se připojil k výpravě Francise Drakea do Střední Ameriky. Spolu s Drakovými bratry Johnem a Josephem (oba zemřeli během expedice) vypluli z Plymouthu s dvěma loděmi – Pasha (70 tun) a Swanet (25 tun) a s celkovým počtem 73 mužů. Výprava napadla španělské državy v Západní Indii, včetně ostrova Isla de Pinos, Cartageny a přístavu Nombre de Dios, městečko slátané z chatrčí, sloužící Španělsku jako hlavní překladiště zlata z Peru.
Za pomoci černošských uprchlíků (Cimarrones), kteří se osamostatnili z otroctví, se výpravě podařilo přepadnou a ukořistit konvoj mul nesoucích stříbro přes panamskou šíji. Významná kořist byla odvezena zpět do Anglie a posílila reputaci jak Drakea, tak i jeho důstojníků – včetně Oxenhama.

### Samostatná výprava do Panamy (1576–1578)
John Oxenham doufal v brzký návrat do Ameriky pod Drakeovým vedením. Protože se nová plavba stále odkládala, přihlásil se k účasti na Grenvillově plavbě k bájné Terra Australis. Když projekt selhal, dospěl k přesvědčení, že královna Alžběta I. nepovolí žádnou větší expedici a v roce 1576 vydal na vlastní výpravu do Panamy. Vyplul z Plymouthu na fregatě o výtlaku přibližně 100–140 tun, vyzbrojené 11 děly, se skupinou 57 až 70 mužů. Po několika menších útocích na španělské lodě a pobřežní města v okolí Cartageny skryl svou loď v zálivu u města Acla (v dnešní panamské provincii Darién) a spolu s posádkou vyrazil pěšky do vnitrozemí.
Za pomoci Cimarrones vedených vůdcem jménem Luis de Mozambique překročil horský hřeben Cordillera de San Blas a dostal se k řece Chucunaque, která ústí do Tichého oceánu. Tam v průběhu zimy jeho lidé porazili cedrové stromy a postavili veslici délky přibližně 45 stop (asi 15 metrů), s níž se Oxenham vydal po proudu řeky až do Tichého oceánu. Tento čin z něj učinil prvního Angličana, který postavil loď na americkém kontinentu a podnikl s ní plavbu po Pacifiku.

### Nájezdy na pobřeží Tichého oceánu
Oxenham využil momentu překvapení – Španělé nečekali přítomnost nepřátelské lodě v Pacifiku – a podařilo se mu obsadit dvě nehlídané bárky s nákladem stříbra a zlata v hodnotě přes 160 000 peset. Další úspěšný útok provedl v souostroví Perlových ostrovů (Las Perlas), kde získal 60 000 zlatých dublonů a 100 000 dalších pesos. Současně pustošil pobřeží, loupil na rybářských stanovištích, raboval kostely a odvážel otroky.
Následně se pokusil vrátit zpět přes šíji na Atlantik, ale jeho lidé odmítli pokračovat kvůli špatnému stavu lodě. Tu proto ukryli v lese a pokračovali v plavbách na menších člunech (pinazas).

### Zatčení a poprava
Oxenhamova aktivita vzbudila pozornost španělských úřadů. Guvernér Gabriel de Loarte, a později jeho nástupci Juan López de Cepeda a Pedro Ramírez de Quiñones, zorganizovali rozsáhlé pátrání. Do terénu byli vysláni španělští vojáci pod vedením Juana de Ortegy, kteří zajistili část kořisti a některé z Oxenhamových mužů. Sám Oxenham se stáhl do hor, ale byl nakonec dopaden v roce 1577. Angličané byli hromadně popraveni, jen Oxenham a jeho dva druhové (John Butler a Thomas Sherwell) byli odvezeni do Limy, kde byli odevzdáni místním úřadům a inkvizici k výslechům.
Když byl Oxenham v městském vězení v Limě natažen na skřipec, vyzradil všechny anglické plány na výpravu do Pacifiku a vše co věděl o Francisi Drakeovi.
Dne 30. září 1580 byl po třech letech věznění a mučení John Oxenham odsouzen k trestu smrti a oběšen.